# 玻利瓦爾 (考卡河谷省)
4°20′19″N 76°11′5″W / 4.33861°N 76.18472°W

玻利瓦爾（西班牙語：Bolívar）是哥倫比亞考卡河谷省的城鎮，位於該國西部，距離卡利161公里，面積602平方公里，海拔高度978米，始建於1567年1月1日，人口16,897，人口密度每平方公里28人。